# Gerty
Gerty – miasto w Stanach Zjednoczonych, w stanie Oklahoma, w hrabstwie Hughes.